# Lijst van betaaldvoetbalclubs in India

## A
- Ageya Chalo Sangha
- Air-India
- Amity United FC
- Army Regimental Centre
- Assam Dynamo Club
- Assam Police
- Assam Police Blues
- Assam Rifles
- Assam State Electricity Board
- Azad Sporting Union

## B
- Bengal Mumbai FC
- Blood Mouth Club
- Border Security Force

## C
- Central Railway
- Churchill Brothers SC
- City Club
- Controllerate of Inspection Electronics

## D
- Dempo SC (deze club speelt ook in de Aziatische competitie)

## E
- East Bengal Club
- Eastern Sporting Union
- EverReady Association

## F
- FC Kochin
- Fransa-Pax FC

## G
- Gorkha Brigade
- Guwahati Town Club

## H
- Him Club
- Hindustan Aeronautics Limited SC
- Hindustan Club
- Hyderabad City Police

## I
- Indian Bank
- Indian Air Force
- Indian Nationals FC
- Indian Telephone Industries
- Integral Coach Factory

## J
- JCT Mills
- Jewel Star Club
- Jorba Durga Club

## K
- Keltron FC
- Kerala Police
- Kochin Port Trust

## L
- Lajong SSC
- Langsning FC

## M
- Maharana AC
- Mahindra United (deze club speelt ook in de Aziatische competitie)
- Manipur Police
- Mizoram Police
- Mohammedan Sporting Club
- Mohun Bagan AC

## N
- Nagaland Police
- Netaji Sports Club
- Nine Bullets
- Northern-Frontier Railway SC

## O
- Octopus Marine SC
- Oil India Limited

## P
- Punjab State Electricity Board
- Punjab Police

## R
- Railway Coach Factory
- Raj Milk FC
- Reserve Bank of India
- Rewari FC
- Rising Star

## S
- Salgaocar SC
- Satyabhama Engineering College
- Shastri FC
- Simla Youngs FC
- Southern Railway - Chennai
- Sporting Clube de Goa
- St. George's FC
- State Bank of India Chennai
- State Bank of Travancore

## T
- Tata Football Academy
- Titanium (Voetbal)
- Tollygunge Agragami

## U
- United Bangalore FC

## V
- Vasco SC

## W
- Williamson Magor Academy

## Y
- Young Challengers